# Poluição difusa
Poluição difusa é o termo utilizado para descrever a poluição das águas originadas em localidades numerosas e esparsas, propagando-se de maneira generalizada ao ser transportada pelas chuvas ou por águas de degelo da neve. É um tipo de poluição comumente encontrado em áreas agrícolas e em grandes centros urbanos.

## Controle
Por não apresentar localização bem definida, é bastante  difícil de controlar a sua origem. Esse problema ambiental ocorre de maneira diretamente relacionada às alterações que o homem provoca no meio, pois tais atividades incrementam os níveis de poluentes presentes no solo, os quais são passíveis de serem transportados pelo escoamento superficial e subsuperficial das águas pluviais. Normalmente agrava-se com a ocorrência das primeiras chuvas após um período de estiagem, pois praticamente todos os poluentes acumulados no solo ao longo desse período são transportados pelas águas, vindo então a poluir rios, lagos, mares e até mesmo aquíferos.
O controle de inundações e alagamentos têm se mostrado uma eficiente forma de se combater a propagação da poluição difusa, uma vez que com menos ocorrências desses eventos é possível se minimizar o transporte dos poluentes acumulados nas áreas urbanas, tais como óleos, combustíveis, matérias orgânicas, lixo e outros agentes contaminantes porventura presentes.  